# Liste der Monuments historiques in Rougemont (Côte-d’Or)
Die Liste der Monuments historiques in Rougemont führt die Monuments historiques in der französischen Gemeinde Rougemont auf.

## Liste der Immobilien
| Bezeichnung                  | Beschreibung                                    | Standort                    | Kennzeichnung | Schutzstatus | Datum | Bild           |
| ---------------------------- | ----------------------------------------------- | --------------------------- | ------------- | ------------ | ----- | -------------- |
| Château de Rougemont         | Ruine einer Burg, um 1100 erbaut, 1411 zerstört | südöstlich des Ortes (Lage) | PA21000005    | Inscrit      | 1996  | weitere Bilder |
| Kirche Nativité-de-la-Vierge | aus dem 13. Jahrhundert                         | Rue Saint-Christophe (Lage) | PA00112613    | Classé       | 1912  | weitere Bilder |

## Liste der Objekte
| Bezeichnung                          | Beschreibung                               | Standort                                         | Kennzeichnung | Schutzstatus | Datum | Bild |
| ------------------------------------ | ------------------------------------------ | ------------------------------------------------ | ------------- | ------------ | ----- | ---- |
| Kruzifix                             | Holz, farbig gefasst, 15. Jahrhundert      | in der Kirche Nativité-de-la-Vierge (Lage)       | PM21001883    | Classé       | 1976  |      |
| Gemälde Nikolauslegende              | Ölfarbe auf Holz, bezeichnet 1588          | in der Kirche Nativité-de-la-Vierge (Lage)       | PM21001884    | Classé       | 1907  |      |
| Tympanon des Westportals             | Kalkstein, 13. Jahrhundert                 | außen an der Kirche Nativité-de-la-Vierge (Lage) | PM21001885    | Classé       | 1912  |      |
| Skulptur Madonna mit Kind (1)        | Kalkstein, farbig gefasst, 14. Jahrhundert | außen an der Kirche Nativité-de-la-Vierge (Lage) | PM21001886    | Classé       | 1912  |      |
| Relief Heilige Familie               | Kalkstein, farbig gefasst, 13. Jahrhundert | in der Kirche Nativité-de-la-Vierge (Lage)       | PM21001887    | Classé       | 1912  |      |
| Skulptur Madonna mit Kind (2)        | Holz, farbig gefasst, 14. Jahrhundert      | in der Kirche Nativité-de-la-Vierge (Lage)       | PM21001888    | Classé       | 1912  |      |
| Reiterskulptur Heiliger Georg        | Kalkstein, farbig gefasst, 15. Jahrhundert | in der Kirche Nativité-de-la-Vierge (Lage)       | PM21001889    | Classé       | 1912  |      |
| Skulptur Petrus                      | Kalkstein, 15. Jahrhundert                 | außen an der Kirche Nativité-de-la-Vierge (Lage) | PM21001890    | Classé       | 1912  |      |
| Skulptur eines Priesters             | Kalkstein, 15. Jahrhundert                 | außen an der Kirche Nativité-de-la-Vierge (Lage) | PM21001891    | Classé       | 1912  |      |
| Skulptur Heilige Barbara             | Kalkstein, farbig gefasst, 16. Jahrhundert | in der Kirche Nativité-de-la-Vierge (Lage)       | PM21001892    | Classé       | 1912  |      |
| Pietà                                | Kalkstein, 16. Jahrhundert                 | in der Kirche Nativité-de-la-Vierge (Lage)       | PM21001893    | Classé       | 1959  |      |
| Skulptur Heiliger Antonius der Große | Kalkstein, farbig gefasst, um 1500         | in der Kirche Nativité-de-la-Vierge (Lage)       | PM21001894    | Classé       | 1976  |      |